# Кулграни
Кулграни (англ. Coolgreany; ирл. Cúil Ghréine, «приют солнца») — деревня в Ирландии, находится в графстве Уэксфорд (провинция Ленстер).

## Демография
Население — 360 человек (по переписи 2006 года). В 2002 году население составляло 398 человек.
Данные переписи 2006 года:
| Общие демографические показатели |               |                               |                               |      |      |
| Всё население                    | Всё население | Изменения населения 2002—2006 | Изменения населения 2002—2006 | 2006 | 2006 |
| 2002                             | 2006          | чел.                          | %                             | муж. | жен. |
| 398                              | 360           | −38                           | −9,5                          | 180  | 180  |